# Lithocarpus palungensis
Lithocarpus palungensis är en bokväxtart som beskrevs av C.H.Cannon och Manos. Lithocarpus palungensis ingår i släktet Lithocarpus och familjen bokväxter. Inga underarter finns listade.